# Lavandula latifolia
Lavandula latifolia är en kransblommig växtart som beskrevs av Friedrich Casimir Medicus. Lavandula latifolia ingår i släktet lavendlar, och familjen kransblommiga växter. Inga underarter finns listade i Catalogue of Life.
Arten förekommer med flera från varandra skilda populationer i Europa från Iberiska halvön till Italien. På Balkanhalvön är den troligtvis introducerad. Lavandula latifolia växer i låglandet och i bergstrakter upp till 2050 meter över havet. Exemplaren kan varje år utvecklas från rötterna. De hittas vanligen i klippiga områden. Artens nektar samlas av olika bin. Lavandula latifolia kan uthärda torka.
Några exemplar samlas som prydnadsväxt. Hela populationen minskar men den är fortfarande stor. IUCN listar arten som livskraftig (LC).

## Bildgalleri

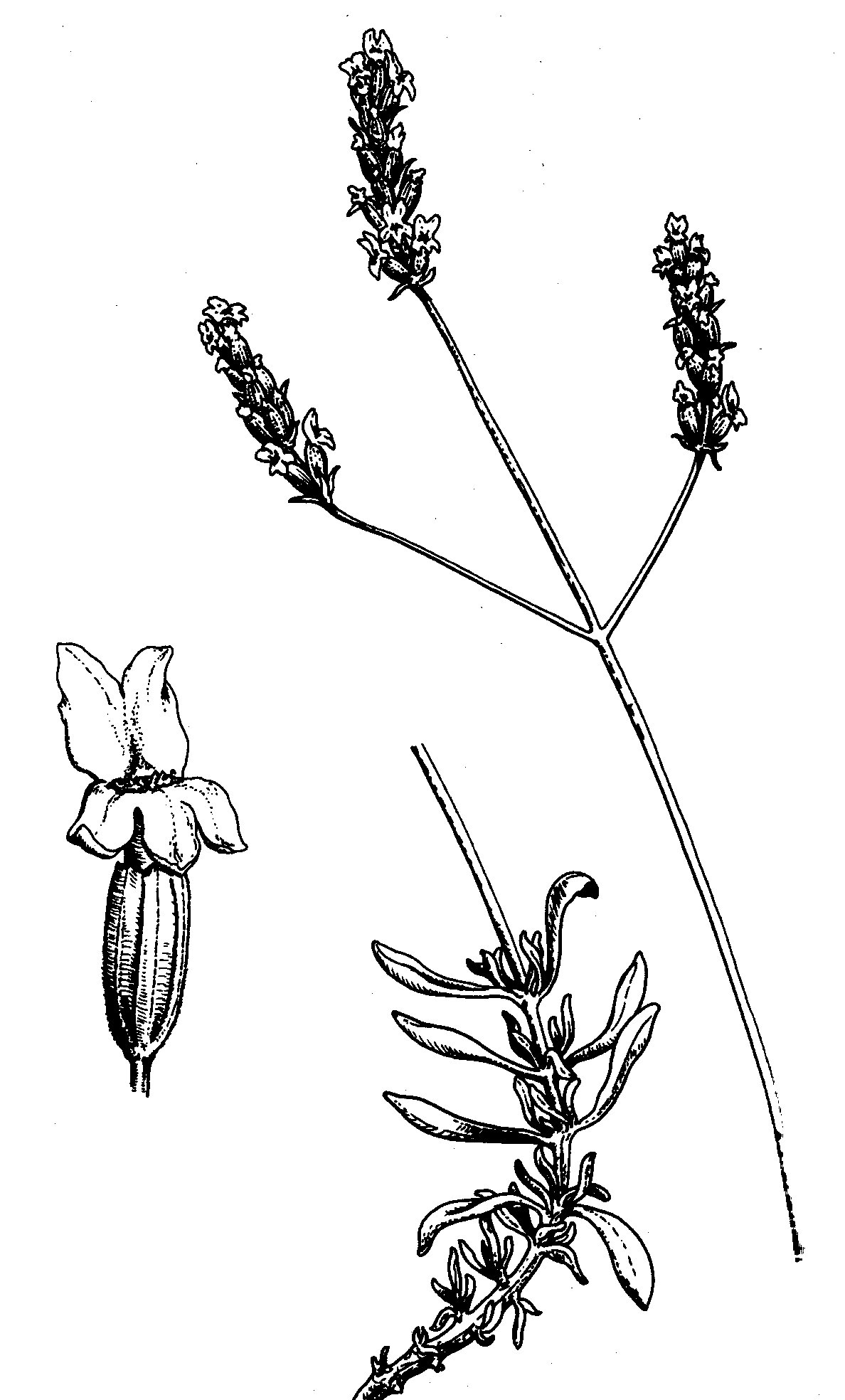